# Omnibusrevue
Die Zeitschrift OMNIBUSREVUE (Eigenschreibweise) ist eine monatlich erscheinende Zeitschrift aus dem Verlag Heinrich Vogel, die sich an Verkehrsunternehmen bzw. Busunternehmer und Reiseveranstalter in Deutschland, Österreich und der Schweiz richtet. Sie berichtet über Trends, verkehrspolitische und rechtliche Themen sowie Neuigkeiten aus den Bereichen Management, Technik, Touristik und Handel.

## Auflage und Reichweite
Die OMNIBUSREVUE erscheint seit 1950. Die derzeitige Druckauflage beträgt 7.000 Exemplare. Die tatsächlich verbreitete Auflage beträgt im Jahresdurchschnitt 6.816 Exemplare, die verkaufte Auflage liegt bei 2.661 Exemplaren (IVW Jahresdurchschnitt, Stand: 07/17 - 06/18). Drei Viertel aller Leser der Omnibusrevue arbeiten in Führungspositionen in den Unternehmen. Sie sind zumeist Inhaber, Geschäftsführer oder Manager.